# Chelonus chalchingoli
Chelonus chalchingoli är en stekelart som först beskrevs av Vladimir Ivanovich Tobias 1989.  Chelonus chalchingoli ingår i släktet Chelonus och familjen bracksteklar. Inga underarter finns listade i Catalogue of Life.